# Cepekia
Cepekia es un género de foraminífero bentónico de la subfamilia Tournayellinae, de la familia Tournayellidae, de la superfamilia Tournayelloidea, del suborden Fusulinina y del orden Fusulinida. Su especie tipo era Cepekia cepeki. Su rango cronoestratigráfico abarca desde el Tournasiense hasta el Viseense (Carbonífero inferior).

## Discusión
Algunas clasificaciones más recientes incluyen Cepekia en el suborden Tournayellina, del orden Tournayellida, de la subclase Fusulinana y de la clase Fusulinata.

## Clasificación
Cepekia incluye a las siguientes especies:
- Cepekia cepeki

Otra especie considerada en Cepekia es:
- Cepekia prima †, de posición genérica incierta